# Wyre Piddle
Wyre Piddle – wieś w Anglii, w hrabstwie Worcestershire, w dystrykcie Wychavon. Leży 14 km na południowy wschód od miasta Worcester i 150 km na północny zachód od Londynu. Miejscowość liczy 535 mieszkańców.